# Creepypasta

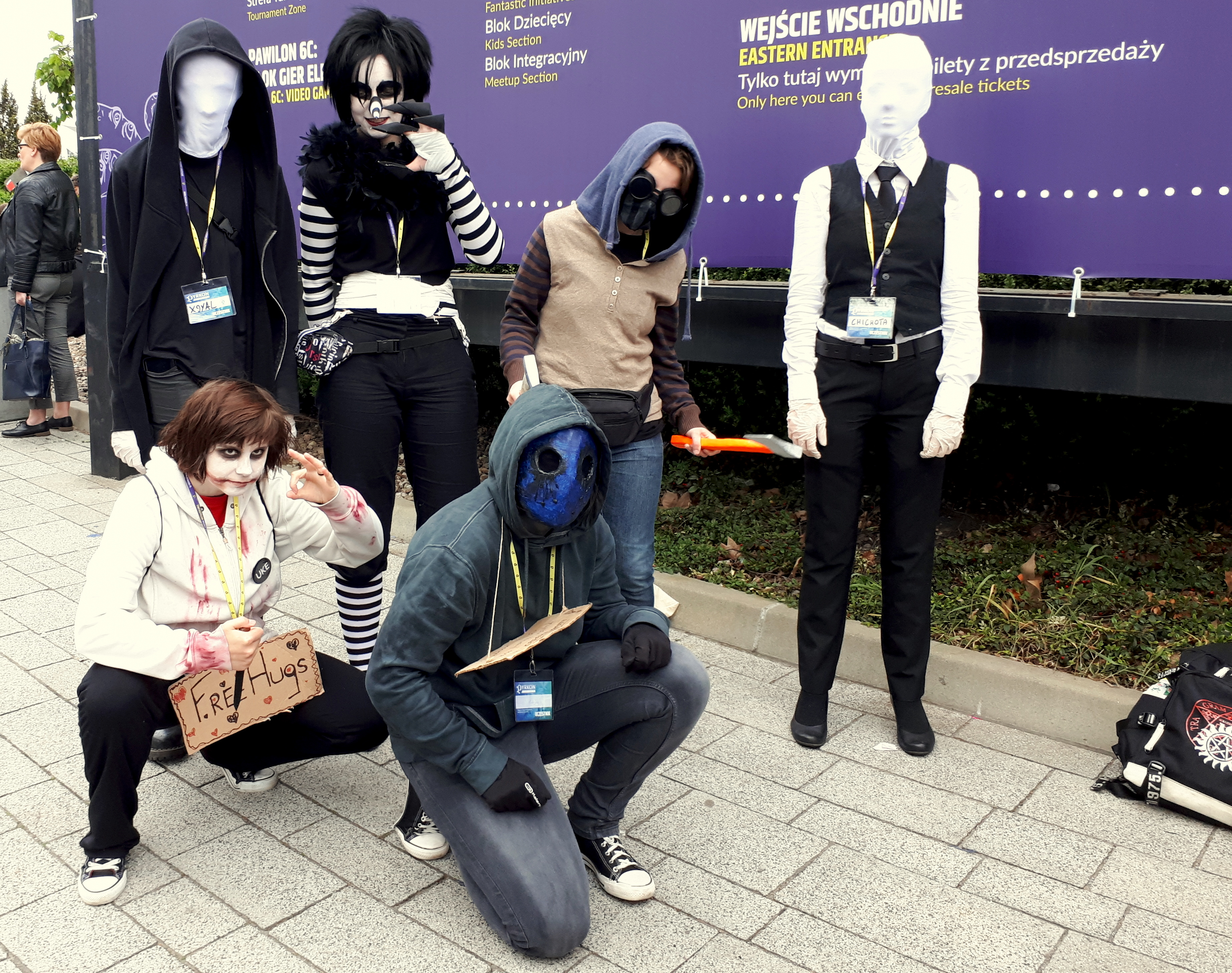
Cosplays von verschiedenen Creepypasta-Protagonisten auf der Pyrkon 2019
hinten v. l. n. r.: Slender Man, Laughing Jack, Ticci Toby, Slender Man; vorne v. l. n. r.: Jeff the Killer, Eyeless Jack

Als Creepypasta bezeichnet man eine meist erfundene Grusel- oder Horrorgeschichte, die im Internet verbreitet wird. Das englische Wort Creepypasta entstand durch Kombination von creepy („gruselig“) und Copy and paste, da die Geschichten durch Kopieren weitergegeben werden.
Themen von Creepypastas sind oft fehlerhafte oder verfluchte Spiele oder Computerdateien, Serienmörder, Geisteskrankheit, übernatürliche Wesen, okkulte Rituale, wissenschaftliche Experimente, verlorene Folgen bekannter Serien oder mysteriöse und seltsame Ereignisse.
Bekannte Reihen, wie die Holders- und die SCP-Reihen, befassen sich mit übernatürlichen Objekten, die es gilt durch schwierige und oft lebensgefährliche Aufgaben zu erhalten (Holders-Reihe) oder, ebenso wie unnatürliche Wesen, Personen oder sogar Orte sicherzustellen (SCP-Reihe).
Einige Creepypastas orientieren sich an real existierenden Spielen und Fernsehserien. Die Creepypasta über die Puppe Annabelle basiert auf Ed und Lorraine Warrens angeblich realer Geschichte über eine verfluchte Puppe. Die Warrens hatten sich in den USA mit Vorträgen und Buchveröffentlichungen einen Namen als „Spukforscher“ gemacht.
Zu einigen Creepypastas wurden Computerspiele entwickelt. Beispiele wären hier Slender – The Eight Pages bzw. dessen Nachfolger Slender – The Arrival (Slenderman), Remember.exe (Ben Drowned), Rake (The Rake) oder SCP – Containment Breach (SCP Foundation).